# Prowincja Yauli
Prowincja Yauli (hiszp. Provincia de Yauli) – jedna z dziewięciu prowincji, które tworzą region Junín w Peru.
Prowincja została ustanowiona zgodnie z ustawą nr 459 z 10 grudnia 1906.

## Podział administracyjny
Prowincja Yauli dzieli się na 10 dystryktów:
- La Oroya
- Chacapalpa
- Huay-Huay
- Marcapomacocha
- Morococha
- Paccha
- Santa Barbara de Carhuacayán
- Santa Rosa de Sacco
- Suitucancha
- Yauli